# Brežani (Sveti Petar Orehovec)
Brežani falu Horvátországban Kapronca-Kőrös megyében. Közigazgatásilag  Sveti Petar Orehovechez tartozik.

## Fekvése
Kőröstől 9 km-re északnyugatra, községközpontjától 5 km-re délnyugatra fekszik.

## Története
Története során mindvégig a szomszédos Miholec plébániájához tartozott. Kicsiny kisnemesi birtokát először 1510-ben említik meg. A birtokot a szomszédos donji fodroveci kúriából igazgatták. Tulajdonosai a zágrábi püspökség, a királyi kamara, Nádasdy Ferenc bán, valamint a 19. század végén néhány cseh vállalkozó voltak. 
A falunak 1857-ben 19,  1910-ben 49 lakosa volt. Trianonig Belovár-Kőrös vármegye Körösi járásához tartozott. 2001-ben 37 lakosa volt.